# Podzvizd
Podzvizd falu Bosznia-Hercegovinában, a Bosznia-hercegovinai Föderáció Una-Szanai kantonjában. Közigazgatásilag Velika Kladušához tartozik.

## Fekvése
Bosznia-Hercegovina északnyugati részén, Bihácstól légvonalban 40, közúton 60 km-re északra, Velika Kladušától légvonalban 4, közúton 6 km-re keletre levő dombos, erdős vidéken, a Podzvizdka-patak mentén fekszik. 

## Népessége
| Nemzetiségi csoport | Népesség 1991 | Népesség 2013 |
| ------------------- | ------------- | ------------- |
| Szerb               | 2             | 1             |
| Bosnyák             | 1056          | 519           |
| Horvát              | 3             | 3             |
| Jugoszláv           | 7             | 0             |
| Egyéb               | 11            | 301           |
| Összesen            | 1079          | 824           |

## Története
A falu a történeti források alapján már a középkorban is létezett. A vártól nem messze Kreščićiben van egy kis templom, ahol 1334-ben és 1501-ben az egyházi tized összeírások szerint Szent Márton tiszteletére szentelt plébániatemplom állt. A második templom közelebb van a Glina folyóhoz a Božin brdon helyezkedik el. Podzvizd Vrnograč mellett, régi horvátországi Pset megyei nemesi családok leszármazottaihoz Kreč, Kupisa és Rak nevű testvérek birtokaihoz tartozott, IV. Béla király ugyanis 1264-ben Kreč, Kupisa és Raka testvéreket Topuszka környékén, a Žalački és Hresanski nemzetségek birtokai közelében, a mai Podzvizd és Vranograč területén nagy földdel ajándékozta meg. Podzvidz és Vranograč adományozott földjeinek fejében a testvérek a szlavón bán hívására, ha maga a király is hadba szállt három lovast voltak kötelesek a királyi seregbe küldeni. Podzvizd lakói tizedet fizettek a topuszkai kolostornak. 1388-ban Sudár Péter bán parancsára a bruvnói és bajnai birtokokon határvonalat állapítottak meg a kreščići nemesek és a Blagaji grófok között. A bosnyákok és Zsigmond magyar király hívei közötti viszály idején a kreščićiek úgy gondolták, hogy eljött a lehetőség, hogy lerázzanak minden kötelezettséget a topuszkai apátsággal szemben. Ezért visszatartották a tizedet, de 1430-ban Cillei Frigyes bán ismét tizedfizetésre kényszerítette őket. A török veszély elleni védekezés céljából V. László magyar király engedélyével 1456-ban Podzvizdben és Vranogračban erődítéseket építettek.
A vár építési ideje nem ismert, de a szakemberek az öregtornyot, mely lakótoronyként is szolgált, Bosznia legrégibb védelmi épületei közé sorolják. Ez alapján a 13. században épülhetett, építtetőjének pedig a Krešić családot tartják. 1475-ben Frangepán János tulajdonában volt. 1503-ban már Kozol Jánosé, majd 1522-ben a Tompić család tulajdona lett. Lenkovics Iván főkapitány 1563-as jelentése szerint ekkor a vár Mikulics ispán tulajdonában volt, őrsége nyolc főből állt. A bihácsi kapitánysághoz tartozott. A vár Bihács várának eleste után (1576 vagy 1577 őszén) kerülhetett az Oszmán Birodalom uralma alá.
A muszlim gyülekezetben a mai mecset alapkövét Adil Zulfikarpašić tette le 1991. június 15-én, az ünnepélyes megnyitóra 2007-ben került sor. A gyülekezetnek körülbelül 460 háztartása van. 2020-ban Podzvizd-Kose gyülekezetében imámként és muallimként immár tizedik éve Asmir Dizdarević efendi végezte a szolgálatot.

## Oktatás
A 2020/2021-es tanévben az OŠ „Podzvizd” általános iskola kisebb létszámmal indult, mint az előző tanévben. Ebben az iskolában ebben a tanévben 447 tanuló kapott alapfokú oktatást, ez 24 tanulóval volt kevesebb, mint az azelőtti tanévben. Zemira Kantarević iskolaigazgató szerint az iskola problémája a kis helység, mert a központi iskolaépület a múlt század hatvanas éveiben épült. A régi iskola épülete is felújításra szorul, míg Kumarica, Rajnovac és Ponikva területi iskoláinak épületei jó állapotban vannak, mert korábban felújították őket.

## Nevezetességei
- Podzvizd várának romjai egy kúpalakú, alacsony domb tetején találhatók. Alaprajza nagyjából ovális volt, melynek közepén található a vár legrégibb része, az öregtorony. Az örögtorony mintegy 15 méteres átmérőjű, magassága pedig elérte a 12 métert. Eredetileg hengeres torony volt, de később sokszögletűvé építették át. A külső várfalak kelten egy sokszögű, délen pedig egy négyzetes toronnyal vannak megerősítve, mely utóbbi kaputoronyként is szolgált. Nyugati részén egy épületsor maradványai látszanak, melyek funkciója már nem megállapítható. A kaputorony felett állt a fából ácsolt dzsámi, mely még a 20. század 80-as éveiben is látható volt.[5]

- A falu mecsete 1991 és 2007 között épült, méretei: 14 x 11 méter. Az épületet Zuhdija Šakanović tervezte, a 40 méter magas minaret Meha Huušidić munkája. Teljesen fel van szerelve mindennel, amire egy mecsetnek szüksége lehet, hogy megfeleljen a gyülekezet igényeinek. A mecsetben felszerelt konyha is található a gyülekezetben tartott különleges eseményekhez, mint például a gyülekezeti iftarok és más hasonló jellegű rendezvények.[6]

- A középkori Szent Márton plébániatemplom bozóttal benőtt maradványai a vár közelében a Kreščići nevű településrészen.[8]

## Sport
FC ABC Podzvizd labdarúgóklub

## Fordítás
- Ez a szócikk részben vagy egészben  a   Podzvizd című horvát Wikipédia-szócikk ezen változatának fordításán alapul.  Az eredeti cikk szerkesztőit annak laptörténete sorolja fel. Ez a jelzés csupán a megfogalmazás eredetét és a szerzői jogokat jelzi, nem szolgál a cikkben szereplő információk forrásmegjelöléseként.